# Yah Soucko Koïta
Pour les articles homonymes, voir Koïta (homonymie).
Yah Soucko Koïta, née le 23 septembre 1980, est une athlète malienne. 

## Biographie
Yah Soucko Koïta est médaillée d'or du saut en longueur aux championnats d'Afrique juniors de 1999 à Tunis.
Elle obtient aux championnats ouest-africains de 1999 à Bamako et de 2005 à Dakar la médaille d'or au saut en longueur.
Yah Soucko Koïta est médaillée de bronze du saut en longueur aux championnats d'Afrique 2004 à Brazzaville et aux Jeux africains de 2007 à Alger.